# 夢を抱きしめて (林原めぐみの曲)
「夢を抱きしめて」（ゆめをだきしめて）は、林原めぐみの3枚目のシングル。1992年6月24日にスターチャイルドから発売された（KIDA-42）。

## 概要
林原自身が主演したテレビアニメ『魔法のプリンセス ミンキーモモ 夢を抱きしめて』の第2期オープニングテーマ及びエンディングテーマを収録したシングル。
2019年11月現在、林原めぐみ個人名義のシングルとしては、オリコン最高順位が最も低い作品である。

## 収録曲
（全作詞：渡辺なつみ、作曲：岡崎律子、編曲：西脇辰弥）
1. 夢を抱きしめて [3:47]
  - テレビアニメ『魔法のプリンセス ミンキーモモ 夢を抱きしめて』第2期オープニングテーマ
2. 好きより大好きミンキースマイル! [2:23]
  - テレビアニメ『魔法のプリンセス ミンキーモモ 夢を抱きしめて』第2期エンディングテーマ
3. 夢を抱きしめて（カラオケ） [3:47]

## 収録アルバム
| 曲名                            | 収録アルバム                                                     | 発売日         | 規格品番          | 備考                      |
| ------------------------------- | ---------------------------------------------------------------- | -------------- | ----------------- | ------------------------- |
| 夢を抱きしめて                  | 『SHAMROCK』                                                     | 1993年8月21日  | KICS-345          |                           |
| 夢を抱きしめて                  | 『with you』                                                     | 2017年5月3日   | KICS-93489〜93490 |                           |
| 夢を抱きしめて                  | 『「林原めぐみ 1st LIVE -あなたに会いに来て-」配信限定アルバム』 | 2017年12月13日 | NOPA-1644         |                           |
| 好きより大好きミンキースマイル! | 『SHAMROCK』                                                     | 1993年8月21日  | KICS-345          |                           |
| 好きより大好きミンキースマイル! | 『with you』                                                     | 2017年5月3日   | KICS-93489〜93490 | Grow up Versionとして収録 |
| 好きより大好きミンキースマイル! | 『「林原めぐみ 1st LIVE -あなたに会いに来て-」配信限定アルバム』 | 2017年12月13日 | NOPA-1644         | Grow up Versionとして収録 |